# Artūrs Šilovs
Artūrs Šilovs, född 22 mars 2001, är en lettisk professionell ishockeymålvakt som är kontrakterad till Vancouver Canucks i National Hockey League (NHL) och spelar för Abbotsford Canucks i American Hockey League (AHL).
Han har tidigare spelat för HS Rīga och HK Mogo i Latvijas Virslīgas hokeja čempionāts; Manitoba Moose i AHL; Lions de Trois-Rivières i ECHL; Barrie Colts i Ontario Hockey League (OHL) samt HK Rīga i Molodjozjnaja chokkejnaja liga (MHL).
Šilovs blev draftad av Vancouver Canucks i sjätte rundan i 2019 års draft som 156:e spelare totalt.